# Ярошевский, Сергей Осипович
Сергей Осипович (Залман Иосифович) Ярошевский (также Зельман Иоселевич и Иосьевич, пользовался также псевдонимом Ex—военный врач  и инициалами С. Я.; 1856, Кишинёв, Бессарабская область — 30 марта 1907, Самара) — русский писатель и врач-невролог, представитель так называемой «русско-еврейской литературы».

## Биография
Медицинское образование получил в 1880 году (лекарь). Диссертацию доктора медицины по теме «О патолого-анатомических изменениях в некоторых органах животных под влиянием отравления жёлчно-кислыми солями» защитил в 1882 году. Стажировался в Германии. Занимался врачебной практикой в области внутренних и нервных болезней и одновременно служил железнодорожным врачом в Самаре, в начале 1900-х годов жил в Санкт-Петербурге, незадолго до смерти вновь возвратился в Самару. Преподавал на теоретических и практических курсах по подготовке сестёр милосердия и санитарных служителей в Самарской фельдшерской школе. 
С 1881 года публиковал рассказы, повести и романы из еврейской жизни в петербургском журнале «Восход» и в «Недельной хронике Восхода» (рассказы «Зурах и Гелла», 1881; «Пионерка», 1882; «Разные течения», 1882; «Бабушка Ханця», 1883; «Суббота», 1884; повести «Она умрёт еврейкой», 1882; «Поцелуй», 1888; «Дневник», 1890; «Внук цадика», 1896; «Карлсбадская идиллия», 1899). Автор дилогии «Разные течения» и «В водовороте» (1883), романов «На пути» (1885), «Выходцы из Межеполя» (1891—1893), «Конец выходцев» (1896, второй роман дилогии), «Роза Майнгольд» (1897), опубликованных в «Восходе» и отдельными изданиями.
После некоторого перерыва вновь обратился к литературному труду, опубликовал повесть «Заветный подарок» (1901), рассказы «Письмо» (1900) и «Недоразумение» (1902), очерк «Айзик-Цапля» (1901) — в сборнике «Будущность», роман «Сфинкс» в «Еврейской семейной библиотеке» (1903). 
Научные и профессиональные статьи в области психиатрии и нервных болезней публиковал среди прочего в журнале «Обозрение психиатрии, неврологии и экспериментальной психологии», газетах «Медицина», «Русская медицина».
Застрелился в 1907 году над телом покончившего с собой сына-гимназиста. Согласно завещанию, похоронен 11 апреля 1907 года в Кишинёве, где происходит действие почти всех произведений писателя.

## Семья
Сестра — Полина Осиповна Ярошевская (в замужестве Мучник), была замужем за доктором медицины Иезекиилем Самуиловичем (Юлием Самойловичем) Мучником (1855—1933), врачом Кишинёвского 1-го уездного училища, экспертом по бактериологии при врачебном отделении Бессарабского губернского правления (1886—1887), председателем Кишинёвского комитета Еврейского колонизационного общества (1904—1906).

## Публикации

### Медицинские сочинения
- О патолого-анатомических изменениях в некоторых органах животных под влиянием отравления жёлчно-кислыми солями. Диссертация на степень доктора медицины. СПб: Типо-литография А. Е. Ландау, 1882. — 38 с.
- Медицинские письма из Берлина. СПб: Типография П. И. Шмидта, 1886.
- Об употреблении в пищу солонины в больших рабочих артелях: экскурсия в область общественной гигиены. СПб: Типография П. И. Шмидта, 1889.
- Солонина и врач Мойсеенко как её защитник. СПб: Типография П. И. Шмидта, 1890.
- О риносклероме и её лечении. Санкт-Петербургская губернская типография, 1890.
- О спермине Пеля. СПб: Типография П. И. Шмидта, 1890.
- Фантазия и действительность (по поводу статьи «К вопросу об уменьшении смертности от чахотки»). Санкт-Петербургская губернская типография, 1891.
- Хороший урок: о положении прокажённых в Якутской губернии. СПб: Типография П. И. Шмидта, 1891.
- Общая афазия и парафазия. Санкт-Петербургская губернская типография, 1892.
- Cholerophobia. Санкт-Петербургская губернская типография, 1892.
- Plica polonica acuta. Санкт-Петербургская губернская типография, 1892.
- К этиологии неврозов сердца. Санкт-Петербургская губернская типография, 1893.
- Рудольф Вирхов, как учёный, учитель и человек. Санкт-Петербургская губернская типография, 1893.
- Неврозы замужних женщин и их этиология. Санкт-Петербургская губернская типография, 1893.
- К казуистике острых психоневрозов. Санкт-Петербургская губернская типография, 1894.
- К учению об астазии-абазии. Санкт-Петербургская губернская типография, 1894.
- По поводу «Нового больничного устава». Санкт-Петербургская губернская типография, 1895.
- Врачи как корпорация. СПб: Типография П. И. Шмидта, 1895.
- К учению о проводниковой афазии: Сенсорно-моторная и идиогенно-моторная проводниковая афазия. Санкт-Петербургская губернская типография, 1895.
- К вопросу о борьбе с дифтеритом в связи с точной диагностикой заразных болезней горла. Санкт-Петербургская губернская типография, 1896.
- К учению об истерической дегенеративной атрофии периферических нервов. Санкт-Петербургская губернская типография, 1896.
- Белый дермографизм как ранний субъективный признак травматического невроза. СПб: Типография М. М. Стасюлевича, 1906.
- Материалы к вопросу о массовых нервно-психиатрических заболеваниях // Обозрение психиатрии, неврологии и экспериментальной психологии, № 1, 1906.

### Художественный сочинения
- На пути (роман). СПб: Типо-литография А. Е. Ландау, 1886. — 392 с.
- Граница (роман). СПб: Типо-литография А. Е. Ландау, 1888; 2-е издание — там же, 1889. — 435 с.
- Выходцы из Межеполя. Роман в 3-х частях. СПб: Типография А. Е. Ландау, 1893. —  328 с.
- Больные души. Пьеса в 5-ти действиях. СПб: Типография товарищества «Общественная польза», 1906. — 175 с.